# Campionati europei di 470 1976
I Campionati europei di 470 1976 si sono svolti a Hellerup, in Danimarca, dal 13 al 22 agosto 1976.

## Podi
| Evento   | Oro                                  | Argento                                   | Bronzo                            |
| 470 Open | Svezia Olle Johansson Lars Johansson | Danimarca Lars Lønberg Dan Ibsen Sørensen | Polonia Leon Wróbel Tomasz Stocki |

## Medagliere
| Posiz. | Nazione   | Oro | Argento | Bronzo | Totale |
| ------ | --------- | --- | ------- | ------ | ------ |
| 1      | Svezia    | 1   | 0       | 0      | 1      |
| 2      | Danimarca | 0   | 1       | 0      | 1      |
| 3      | Polonia   | 0   | 0       | 1      | 1      |
| Totale | Totale    | 1   | 1       | 1      | 3      |